# Stan strachu (album)
Stan strachu – album Obywatela G.C. wydany w 1989 roku, nakładem wydawnictwa Polskie Nagrania „Muza”.
Realizacja nagrań – Rafał Paczkowski. Kierownictwo organizacyjne – Jerzy Tolak. Nagrań dokonano w Studio S-4 w Warszawie – lipiec, sierpień 1989. Projekt graficzny – Z. Podgórski. Foto – Przemysław Skwirczyński.

Producent: Zjednoczone Przedsiębiorstwa Rozrywkowe – Warszawa. Muzyka, fragmenty dialogów i efektów dźwiękowych pochodzi z filmu Stan strachu w reżyserii Janusza Kijowskiego.
Utwory dodatkowe zostały dołączone w ramach Kolekcji.

## Lista utworów
Strona A
1. „Spać, nic więcej” – 2:24
2. „Ja Kain ty Abel” – 7:20
3. „Miłość – rozmowy z ojcem” – 4:46
4. „Nie radzę ci teraz wychodzić” – 2:44
5. „Wigilia to święto rodzinne” – 4:13

Strona B
1. „Z rękami podniesionymi do góry” – 4:50
2. „Zabierz mnie tam” – 2:56
3. „Spokój, spokój, spokój” – 3:16
4. „Ani ja, ani ty” – 6:43
5. „Spokojne ulice” – 2:08

Utwory dodatkowe w ramach Kolekcji
1. „Czas w więzieniu” – 3:22
2. „Rozmowa z ojcem” – 3:03
3. „Ucieczka” – 3:53
4. „Kolęda” – 4:14
5. „Fragment miłosny” – 2:35
6. „Depozyt” – 5:26
7. „Taniec” – 1:58
8. „Poranna wiadomość” – 3:15

## Muzycy
- Grzegorz Ciechowski – instrumenty klawiszowe, śpiew, muzyka, słowa piosenek, aranżacje, montaż dialogów i efektów specjalnych
- Sławomir Piwowar – instrumenty klawiszowe, programowanie instrumentów
- Małgorzata Potocka – głosy

gościnnie
- Urszula – głosy
- Stanisław Zybowski – gitara (A2, B4)

## Wydawnictwa
- 1989 – Polskie Nagrania „Muza” (LP – SX 2851)
- 1989 – Polskie Nagrania Muza (MC – CK 963)
- 2004 – Pomaton EMI (CD – 8752012) album wydany w Boxie Kolekcja